# Черняховськ
Черняхо́вськ (до 1946 — Інстербург, нім. Insterburg, пол. Wystruć, лит. Įsrūtis, колишня Східна Пруссія) — місто в Росії, адміністративний центр Черняховського району Калінінградської області.

Старий герб мiста

Населення 35 тис. жителів (2024), третє за чисельністю місто області після Калінінграда і Совєтська.

## Історія
У 1946 році відповідно до результатів розділу Східної Пруссії анексований на користь СРСР, тоді ж перейменований у Черняховськ — на честь сталінського генерала І. Д. Черняховського.
Московитська окупаційна адміністрація всі роки після анексії проводила послідовну дегерманізацію міста, яка межувала із неприхованим варварством.

## Географічне положення та клімат
Місто розташоване в місці, де, зливаючись, річки Інструч і Анграпа утворюють витік річки Преголи.
Знаходиться в 80 км на схід від міста Калінінград.
Клімат перехідний від морського до помірно-континентального. У порівнянні з прибережною частиною Калінінградській області клімат більш наближений до континентального: в Черняховську зимові температури нижчі, а літні — вищі, ніж у приморському Світлогорську. Середня річна температура повітря 6,7 ° C. Абсолютний максимум температур +36 ° C, абсолютний мінімум -34 ° C.
Переважаючі напрямки вітру: південний (повторюваність 18 %), південно-західний і західний, річна швидкість — 3,4 м / с.
| Клімат Черняхівська     | Клімат Черняхівська | Клімат Черняхівська | Клімат Черняхівська | Клімат Черняхівська | Клімат Черняхівська | Клімат Черняхівська | Клімат Черняхівська | Клімат Черняхівська | Клімат Черняхівська | Клімат Черняхівська | Клімат Черняхівська | Клімат Черняхівська | Клімат Черняхівська |
| Показник                | Січ.                | Лют.                | Бер.                | Квіт.               | Трав.               | Черв.               | Лип.                | Серп.               | Вер.                | Жовт.               | Лист.               | Груд.               | Рік                 |
| Середня температура, °C | −5                  | −4                  | −2                  | 6                   | 10                  | 15                  | 18                  | 17                  | 14                  | 8                   | 2                   | −4                  | 6,25                |
| Норма опадів, мм        | 58                  | 52                  | 46                  | 50                  | 58                  | 78                  | 95                  | 98                  | 65                  | 60                  | 63                  | 64                  | 787                 |
| ----------------------- | ------------------- | ------------------- | ------------------- | ------------------- | ------------------- | ------------------- | ------------------- | ------------------- | ------------------- | ------------------- | ------------------- | ------------------- | ------------------- |

## Населення
| Рік  | Число мешканців |
| ---- | --------------- |
| 1875 | 16.303          |
| 1885 | 20.914          |
| 1890 | 22.227          |
| 1910 | 31.624          |
| 1925 | 39.311          |
| 1933 | 41.230          |
| 1939 | 43.620          |
| 1959 | 29.100          |
| 1979 | 35.600          |
| 1989 | 39.622          |
| 2002 | 44.323          |
| 2010 | 41.680          |

## Транспорт
Черняховськ — великий залізничний вузол (станція Черняховськ). Через нього проходить залізнична лінія Калінінградської залізниці Калінінград — Чернишевське (далі в Литву, Білорусь і Росію). Дві інші залізничні гілки зв'язують Черняховськ з Совєтськом (далі ця залізниця йде в Литву) та Желєзнодорожним (далі — в Польщу).
Через Черняховськ проходить автомобільна дорога А229 Калінінград — Мінськ.
У Черняховську розташований річковий порт на річці Преголя.
З 1936 по 1945 в Інстербург існував тролейбусний рух.
Зараз міський транспорт представлений тільки автобусами.

## Спорт
До Другої світової війни у місті існував німецький футбольний клуб «Йорк Боєн», який двічі ставав чемпіоном східнопрусської ліги і двічі брав участь у розіграші загальнонімецького чемпіонату. Після війни був розформований і 1960 року в місті був створений радянський клуб «Металург» (з 1978 року — «Прогрес»), який виступав у нижчих дивізіонах СРСР, а потім Росії.

## Люди
- Буличев Анатолій Євгенович (* 1958) — заслужений художник України (2018); член НСХУ (2003).